# تام نترمن
تام نترمن (انگلیسی: Tom Nattermann؛ زادهٔ ۱۶ آوریل ۱۹۹۳) بازیکن فوتبال اهل آلمان است.
از باشگاه‌هایی که در آن بازی کرده‌است می‌توان به باشگاه فوتبال لایپزیگ اشاره کرد.